# Дуле (Шкоцян)
Дуле (словен. Dule) — поселення в общині Шкоцян, регіон Південно-Східна Словенія, Словенія.